# Tolga Seyhan
Tolga Seyhan (*Giresun, Turquía, 17 de enero de 1977), futbolista turco. Juega de defensa y su equipo actual es Giresunspor de la Bank Asya 1. lig de Turquía.

## Selección nacional
Ha sido internacional con la Selección de fútbol de Turquía, ha jugado 18 partidos internacionales y ha anotado 2 goles. En el partido de repesca de la Selección de fútbol de Turquía versus la Selección de Fútbol de Suiza el año 2006, cometió un grave error al despejar un balón que a la postre permitió el segundo gol Suizo a solo 7 minutos del final del partido, que dejó prácticamente eliminada a la Selección Turca, que a partir de ese momento con un 3-2 en el marcador necesitaba de 3 goles más para clasificar, situación que, sin embargo, no se dio.
| Club            | País    | Año              |
| --------------- | ------- | ---------------- |
| Düzcespor       | Turquía | 1995-1996        |
| Dardanelspor    | Turquía | 1996-2002        |
| Malatyaspor     | Turquía | 2002-2004        |
| Trabzonspor     | Turquía | 2004-2005        |
| Shajtar Donetsk | Ucrania | 2005-2006        |
| Galatasaray     | Turquía | 2006-2007        |
| Shajtar Donetsk | Ucrania | 2007             |
| Trabzonspor     | Turquía | 2007-2008        |
| Kocaelispor     | Turquía | 2008-2009        |
| Hacettepespor   | Turquía | 2009             |
| Gaziantepspor   | Turquía | 2009-2010        |
| Giresunspor     | Turquía | 2010-Referencias |